# Београдска стругара
Београдска стругара основана је 1901. године од стране Прометне банке, на иницијативу инжењера и предузетника Милоша Савчића. Његова идеја је била да Србија што мање зависи од иностранства, јер је пре изградње стругаре сав грађевински дрвни материјал увожен је из Аустро-угарске. Сматрао је да је треба изградити стругару, која би снизила цену овог материјала на домаћем тржишту, а Прометна банка би требала да овај пројекат финансира. Овај предлог наишао је на много неодобравања, али је на крају 1901. банка дала дозволу уз услов да Савчић лично надокнади сваки евентуални финансијски губитак.
Стругара је изграђена 1902/1903 године на Дунаву, иза ушћа Саве, на згодном месту иза читавог слива пловних река, ово је уједно и била прва парна стругара на територији предратне Србије. Милош Савчић је преузео сав посао око избора земљишта, пројектовања и  распореда зграда, свих машина за погон и рад стругаре.
На Ваведење 21. новембра 1903. извршено је свечано освећење Стругаре, уз присуство управног и надзорног одбора Прометне банке, као и великог броја акционара из Београда. Стругара није у почетку била велика, али је пројектована тако да има простора за ширење капацитета. Прво је инсталирана парна машина од сто коњских снага, са котлом подешеним за ложење струготином, а од Машина Стругара је монтирала три гатера, четири циркулара, циркулар за обрубљивање, машину за летве и друге помоћне машине. Стругарске машине добијене су од фирме Топфам из Беча. Ради лакшег извлачења обле грађе, што је на обали Дунава било отежано честим кошавама, септембра 1903. почело је копање земљишта, да се добије канал који ће послужити, јер ће сплавови пристајати у том каналу и тако би се грађа лакше извлачила, јер је до тада то рађено воловском запрегом. Такође, механизовано је и обрубљивање трупаца. 
Са повећавањем посла, повећавао се и број машина у стругари, па је пред Први светски рат снага стругаре износила 315 коњских снага. Монтирана су још два нова гатера, четири циркулара, две пенди-тестере, један бансек, две машине за блањање, једна за израду штапова и једна за везивање котурова. Тако је капацитет Стругаре до 1914. године попет на 30.000 кубика годишње. У то време Стругара је имала просечно 120-280 радника, у зависности у колико се смена радило.
Набавка јефтине дрвне грађе био је највећи проблем Стругаре од самог почетка рада, али је 1902. године добила од државе право на експлоатацију шума на Тари у близини реке Дервенте, и од 1909. на Црном врху и Звијезди, а грађа је довођена сплавовима Дрином, Савом и Дунавом, до канала који је имала стругара у Београду. Сем тога купована је и грађа у Сегедину.
Први светски рат је, као и на све друго, утицао и на рад Стругаре, који у ово време потпуно престаје, али се одмах након рата брзо опоравља и почиње са радом. Све што је било поправљиво је поправљено, а оно потпуно оштећено је замењено новим. Стругара се после рата шири, због чега је 1921. године подигнута троспратна кућа за радниче станове. Изграђен је индустријски, прикључни железнички колосек на пругу државне железнице, за утовар вагона. Године 1934. морао је индустријски колосек бити демонтиран, услед експропријације земљишта за нову пругу Београд-Панчево. Из истог разлога порушена је и зграда за чиновничке станове. 
Генерално Стругара после рата напредује, раде се две и три смене са просечно 300 радника и 20 чиновника, тако да је у многоме помогла и обнову порушеног Београда и Србије. Оснивањем ове Стругаре на здравим и стабилним темељима допринело је независности Београда и Србије од иностранства у овој индустрији. Захваљујући томе Србија је од увозника, постала извозник дрвне грађе.

## Галерија
- Стовариште стругаре
- Стругара
- Унутрашњост стругаре
- Извлачење трупаца
- План стругаре
- Гатер у стругари